# Galaxy (計算生物學)
Galaxy 是一個用於生物學研究的工作流程開源平台，用網頁作為介面，讓不熟悉程式語言的生物科學家更容易將手上的資料做進一步分析。Galaxy 的工作流程包含: 資料篩選與整合、資料分析與發佈。雖然最早是為了基因組學研究而開發，但現在通常做為一般的生物资讯学工作流程管理系統。

## 功能
Galaxy是一種應用在生物資訊的工作流技術管理系統。這個系統提供多重分析組合搭配，讓使用者能夠用圖形使用者介面指定要操作的資料、要使用的分析以及執行這些分析的順序。